# Acanthagrion cuyabae
Acanthagrion cuyabae е вид насекомо от семейство Coenagrionidae. Видът е незастрашен от изчезване.

## Разпространение
Разпространен е в Аржентина, Боливия и Бразилия.